# Chevrolet Astro
Chevrolet Astro y GMC Safari fue un monovolumen de tracción trasera fabricado por Chevrolet en 1985 para competir directamente con los Dodge Caravan/Plymouth Voyager (en España comercializados como Chrysler Voyager) y la Toyota Van. El GMC Safari compartió la misma plataforma que el Chevrolet Astro. Además de emplearse para transportar personas, la Astro van estaba disponible como furgonetas de carga.
Tanto Pontiac como GMC usaron el nombre de Safari (GMC es parte de la división Pontiac/GMC); Pontiac lo usó en varios de sus coches familiares desde 1955 hasta 1989. Los dos Safaris, de Pontiac y GMC, estuvieron juntos en el mercado (después se vendieron en los mismos concesionarios) entre 1985 y 1989.
Siendo la GMC Safari la versión elegante y de lujo con más detalles que la Astro
El nombre del modelo Astro había sido usado previamente para el Chevrolet Astro 1 Concept en el Salón del Automóvil de Nueva York de 1967.

## Historia
General Motors lanza al mercado los modelos Chevrolet Astro y GMC Safari a mediados del año 1985. De menor tamaño con respecto a sus hermanos mayores, la Chevrolet G20, y la GMC Vandura, se los podría catalogar como una especie de "minivan", concepto que termina de tomar forma con los modelos de la Chrysler que un poco tiempo después ven la luz.
En un principio se los piensa más como vehículos de trabajo, más toscos y sin tantas opciones de confort, no compiten directamente con las Caravan o Voyager.
Desde su creación cuenta con tracción trasera, el primer motor que equipa estos modelos fue el cuatro cilindros en línea a inyección y 2.5L de la GM, que llegaba a los 90 HP, motor que muy popular para la época, varios modelos de otras marcas también lo usaron, tanto Buick, Pontiac y Oldsmobile.
Este motor pronto se nota algo falto de "energía", por lo que GM suma una versión V6 algo más potente, el famoso Vortec 4.3L, que acompaña como opción a la camioneta S10, Silverado, etc. Los 165 HP eran suficientes para darle a este pequeño furgón un respiro.
Cajas manuales de cinco marchas, más las tradicionales automáticas de tres y cuatro marchas estaban en opción, adicionales como velocidad crucero, ventanas eléctricas, aire acondicionado, etc. fueron dándole otro carácter, se le agregaron asientos para seis o siete personas, ventanas en lugar de los paneles traseros de metal, estos aditamentos lograron que un público diferente empezara a interesarse, otra característica es que varias empresas se dedicaban a modificar estos modelos, agregándoles televisores, ventanas más grandes, cama, refrigerador, etc. estas modificaciones se hicieron populares para gente que gustaba ir de viaje o paseo con la familia.
El motor 2.5 L, debido a su escaso poder, fue dado de baja, quedando como base el V6, que para el año 92 recibe un incremento de HP llegando hasta los 200. Una crítica repetida a estos vehículos fue justamente la relación peso potencia, ya que aún con semejante motor, no daba altas prestaciones, además de tener consumos muy por arriba de modelos con el mismo tren motor.
Para el año 1995 recibe su cambio de apariencia, una trompa idéntica a la de los camiones de trabajo, formas más redondeadas, nuevo tablero de instrumentos, paneles interiores etc. los niveles de venta se mantienen estables pero no se consigue la meta, por lo que para el 2005 se deja de fabricar.

## Uso en México
En varias partes de México es utilizado para el transporte de carga, en la ciudad de Tijuana han sido utilizados como taxis de ruta.